# Madonna mit Kind (Saillans, Gironde)

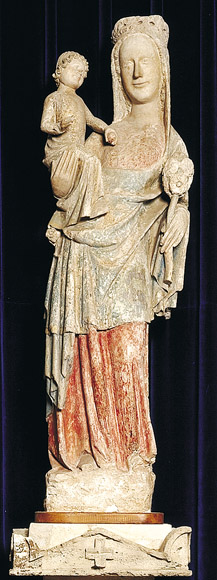
Madonna mit Kind in Saillans

Die Skulptur Madonna mit Kind in der Kirche St-Seurin in Saillans, einer französischen Gemeinde im Département Gironde der Region Nouvelle-Aquitaine, wurde im 15. Jahrhundert geschaffen. Im Jahr 1951 wurde die gotische Skulptur als Monument historique in die Liste der denkmalgeschützten Objekte (Base Palissy) in Frankreich aufgenommen.
Die 1,20 Meter hohe Skulptur aus Alabaster stammt vermutlich aus dem Vorgängerbau der heutigen Kirche. Die Skulptur, die viele Beschädigungen aufweist, zeigt noch Reste einer farbigen Fassung. 
Die mit einer Krone dargestellte Maria trägt das Jesuskind auf dem rechten Arm und in der linken Hand hält sie eine Lilie.